# Petr Tiso
Petr Tiso (* 14. července 1967) je český politik a lékař-porodník, od roku 2010 zastupitel města Jesenice, v letech 2016 až 2020 zastupitel Středočeského kraje, bývalý člen TOP 09.

## Život
Vystudoval 1. lékařskou fakultu Univerzity Karlovy v Praze (získal titul MUDr.). Pracuje jako lékař-porodník, zastává pozici náměstka ředitele Ústavu pro péči o matku a dítě v pražské části Podolí.
Petr Tiso žije ve městě Jesenice v okrese Praha-západ, konkrétně v části Zdiměřice.

## Politické působení
Do komunální politiky vstoupil, když byl jako nezávislý zvolen na kandidátce subjektu „Rozumný rozvoj“ v komunálních volbách v roce 2010 zastupitelem města Jesenice. Funkci městského zastupitele obhájil ve volbách v roce 2014 už jako člen TOP 09 na kandidátce subjektu „Koalice pro rozumný rozvoj Jesenice“ (tj. STAN a TOP 09). a v roce 2018 pak na kandidátce volebního subjektu „Rozumný rozvoj – TOP 09“.
V krajských volbách v roce 2016 byl lídrem kandidátky TOP 09 ve Středočeském kraji a byl zvolen krajským zastupitelem. Během volebního období 2016–2020 zastával funkci místopředsedy středočeského krajského Výboru pro zdravotnictví. V roce 2020 z TOP 09 odešel a je bez politické příslušnosti.[zdroj⁠?!] Ve volbách v roce 2020 již nekandidoval.